# Museo del Bicentenario (Torre Latinoamericana)
El Museo del Bicentenario (Torre Latinoamericana), ubicado dentro de la Torre Latinoamericana, el cual muestra distintos aspectos políticos, sociales y culturales de México.
Dentro del museo se exhiben objetos desde la época de la Nueva España pasando por la Independencia y Revolución Mexicana, tales como documentos, mapas, fotografías y objetos cotidianos.
Ubicada en el piso 36 de la Torre Latinoamericana el museo cuenta con piezas relacionadas con la guerra de Independencia y capítulos dedicados a Miguel Hidalgo y Costilla, Ignacio Allende y José María Morelos.
En el Museo del Bicentenario (Torre Latinoamericana) cuenta con objetos alusivos a la Decena Trágica, tales como fotografías, botones, medallas, accesorios de uso cotidiano, entre otros.